# Érik Friess
Érik Friess (18 settembre 1977) è uno schermidore francese.

## Biografia
Nei campionati europei di scherma ha conquistato una medaglia d'argento a Mosca nel 2002, nella gara di fioretto a squadre.

## Palmarès
In carriera ha conseguito i seguenti risultati:
- Europei di scherma

Mosca 2002: argento nel fioretto a squadre.